# إدي بويل
إدي بويل (بالإنجليزية: Eddie Boyle)‏ هو لاعب كرة قاعدة أمريكي، ولد في 8 مايو 1874 في سينسيناتي في الولايات المتحدة، وتوفي بنفس المكان في 9 فبراير 1941.